# Martin Prats
Martin Prats (né à Bruxelles vers 1604 et mort à Dunkerque le 17 octobre 1671) est un ecclésiastique qui fut  évêque d'Ypres de 1664 à 1671.

## Biographie
Issu d'une famille originaire d'Aragon, Martin Prats naît à Bruxelles et devient doyen de Sainte Gudule. Nommé évêque d'Ypres en 1664, il est consacré par l'archevêque de Malines. Il meurt à Dunkerque pendant une visite pastorale.